# いんば農業協同組合
| いんば農業協同組合 | いんば農業協同組合         |
| ------------------ | -------------------------- |
| 統一金融機関コード | 4988                       |
| SWIFTコード        | なし                       |
| 組合長             |                            |
| 店舗数             | 9店 （2007年10月13日現在） |
| 設立日             |                            |
| 本所               |                            |
| 所在地             | 〒285-0812                 |
| 佐倉市六崎333-1    |                            |
| 外部リンク         |                            |

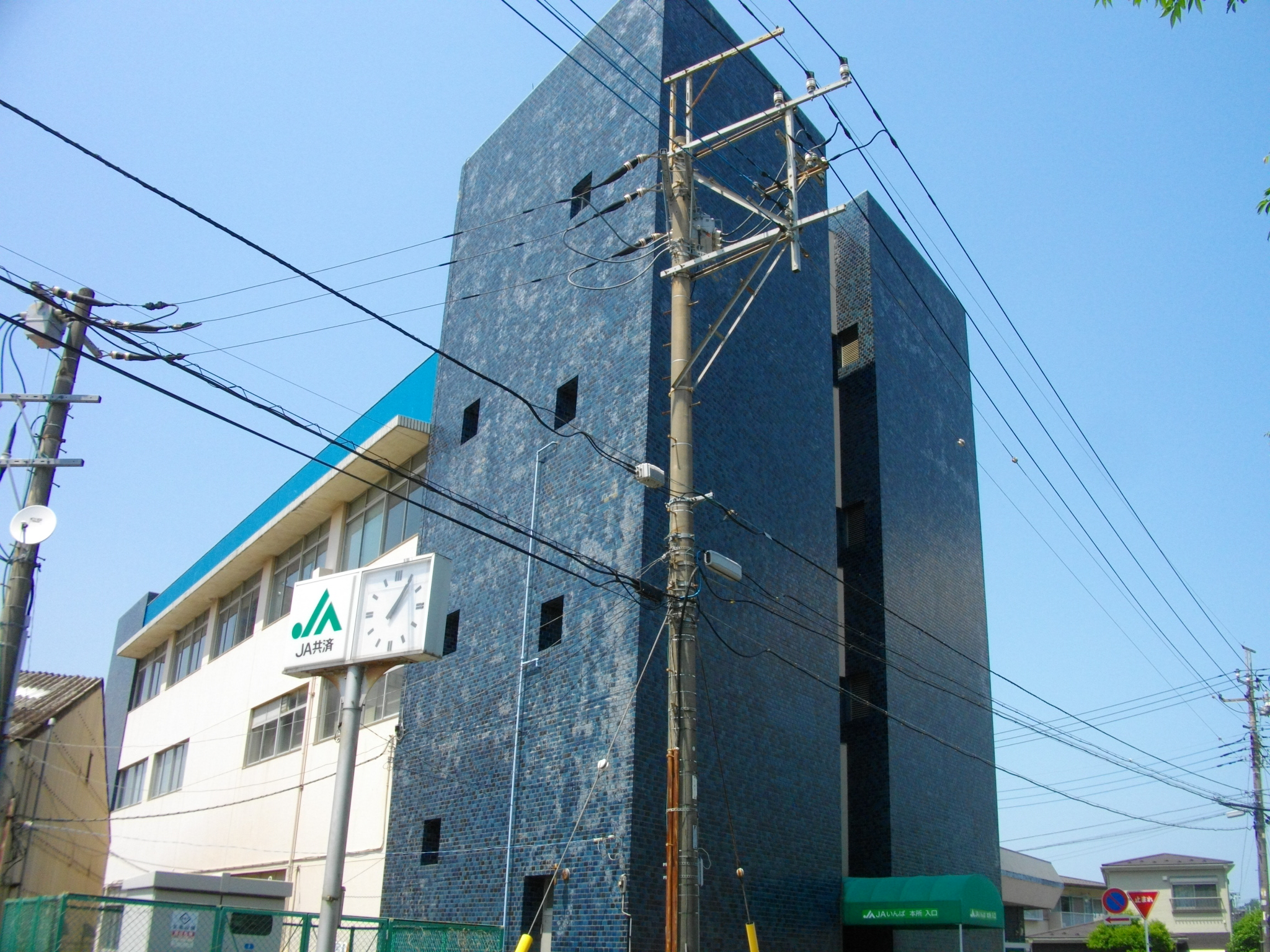
いんば農業協同組合本所

いんば農業協同組合（いんばのうぎょうきょうどうくみあい、JAいんば、いんば農協）は、千葉県佐倉市に本所を置く農業協同組合。2014年8月1日に千葉みらい農業協同組合と合併した。千葉みらい農業協同組合が存続組合となる。

## 事業所
- 本所　〒285-0812 佐倉市六崎331-1
- 中央支所　〒285-0812 佐倉市六崎331-1
- 佐倉西支所　〒285-0837 佐倉市王子台4-29-1
- 八街支所　〒289-1115 八街市八街ほ235
- 川上支所　〒289-1134 八街市大谷流840
- 南部支所　〒289-1124 八街市山田台178
- 四街道支所　〒284-0013 四街道市内黒田356-3
- 旭支所　〒284-0035 四街道市和田57
- 鹿放ケ丘支所　〒284-0008 四街道市鹿放ケ丘284-2
- 佐倉経済センター　〒285-0818 佐倉市寺崎761
- 八街経済センター　〒289-1113 八街市八街へ199-1601
- 佐倉集出荷センター　〒285-0818 佐倉市寺崎683
- グリーンやちまた　〒289-1113 八街市八街へ199-1601
- 八街給油所　〒289-1115 八街市八街ほ35
- 南部給油所　〒289-1124 八街市山田台178
- 鹿放ケ丘給油所　〒284-0008 四街道市鹿放ケ丘404-1
- 野菜畑 佐倉店　〒285-0818
- 野菜畑 八街店　〒289-1115
- マイファーム　〒284-0013 四街道市内黒田356-3
- 四街道経済センター　〒284-0008 四街道市鹿放ケ丘284-2